# Nergens zonder jou
"Nergens zonder jou" is een nummer van de Nederlandse zanger Guus Meeuwis. Het nummer werd uitgebracht op zijn album Armen open uit 2011. Later dat jaar nam hij een nieuwe versie van het nummer op met de rapper Gers Pardoel. Deze versie werd uitgebracht als single.

## Achtergrond
"Nergens zonder jou" is geschreven door Meeuwis, JW Roy en Jan Willem Rozenboom en geproduceerd door Rozenboom en Rob van Donselaar. Het stond oorspronkelijk als solonummer op het album Armen open van Meeuwis. De samenwerking kwam tot stand nadat Pardoel op zijn nummer "20.03", afkomstig van zijn debuutalbum Deze wereld is van jou, een gastzanger wilde hebben. Aangezien hij al lange tijd met Meeuwis wilde werken, belde hij hem op met de vraag of hij hier in geïnteresseerd was. Meeuwis had op hetzelfde moment het idee om een nieuwe versie van "Nergens zonder jou" op te nemen met Pardoel, dus spraken zij af om te helpen met elkaars muziek. De twee hebben bij Pardoel thuis aan een nieuwe versie gewerkt, die uiteindelijk werd opgenomen.
"Nergens zonder jou" werd een grote hit in Nederland. Het bereikte de vijfde plaats in zowel de Top 40 als in de Single Top 100. Ter promotie van het nummer werd een geanimeerde videoclip uitgebracht.

## Hitnoteringen

### Nederlandse Top 40
| Hitnotering: 19-11-2011 t/m 28-01-2012 | Hitnotering: 19-11-2011 t/m 28-01-2012 | Hitnotering: 19-11-2011 t/m 28-01-2012 | Hitnotering: 19-11-2011 t/m 28-01-2012 | Hitnotering: 19-11-2011 t/m 28-01-2012 | Hitnotering: 19-11-2011 t/m 28-01-2012 | Hitnotering: 19-11-2011 t/m 28-01-2012 | Hitnotering: 19-11-2011 t/m 28-01-2012 | Hitnotering: 19-11-2011 t/m 28-01-2012 | Hitnotering: 19-11-2011 t/m 28-01-2012 | Hitnotering: 19-11-2011 t/m 28-01-2012 | Hitnotering: 19-11-2011 t/m 28-01-2012 | Hitnotering: 19-11-2011 t/m 28-01-2012 |
| Week                                   | 1                                      | 2                                      | 3                                      | 4                                      | 5                                      | 6                                      | 7                                      | 8                                      | 9                                      | 10                                     | 11                                     |                                        |
| -------------------------------------- | -------------------------------------- | -------------------------------------- | -------------------------------------- | -------------------------------------- | -------------------------------------- | -------------------------------------- | -------------------------------------- | -------------------------------------- | -------------------------------------- | -------------------------------------- | -------------------------------------- | -------------------------------------- |
| Positie                                | 18                                     | 11                                     | 6                                      | 5                                      | 5                                      | 6                                      | 11                                     | 13                                     | 18                                     | 20                                     | 31                                     | uit                                    |

### Single Top 100
| Hitnotering: 12-11-2011 t/m 03-03-2012 | Hitnotering: 12-11-2011 t/m 03-03-2012 | Hitnotering: 12-11-2011 t/m 03-03-2012 | Hitnotering: 12-11-2011 t/m 03-03-2012 | Hitnotering: 12-11-2011 t/m 03-03-2012 | Hitnotering: 12-11-2011 t/m 03-03-2012 | Hitnotering: 12-11-2011 t/m 03-03-2012 | Hitnotering: 12-11-2011 t/m 03-03-2012 | Hitnotering: 12-11-2011 t/m 03-03-2012 | Hitnotering: 12-11-2011 t/m 03-03-2012 | Hitnotering: 12-11-2011 t/m 03-03-2012 | Hitnotering: 12-11-2011 t/m 03-03-2012 | Hitnotering: 12-11-2011 t/m 03-03-2012 | Hitnotering: 12-11-2011 t/m 03-03-2012 | Hitnotering: 12-11-2011 t/m 03-03-2012 | Hitnotering: 12-11-2011 t/m 03-03-2012 | Hitnotering: 12-11-2011 t/m 03-03-2012 | Hitnotering: 12-11-2011 t/m 03-03-2012 | Hitnotering: 12-11-2011 t/m 03-03-2012 |
| Week                                   | 1                                      | 2                                      | 3                                      | 4                                      | 5                                      | 6                                      | 7                                      | 8                                      | 9                                      | 10                                     | 11                                     | 12                                     | 13                                     | 14                                     | 15                                     | 16                                     | 17                                     |                                        |
| -------------------------------------- | -------------------------------------- | -------------------------------------- | -------------------------------------- | -------------------------------------- | -------------------------------------- | -------------------------------------- | -------------------------------------- | -------------------------------------- | -------------------------------------- | -------------------------------------- | -------------------------------------- | -------------------------------------- | -------------------------------------- | -------------------------------------- | -------------------------------------- | -------------------------------------- | -------------------------------------- | -------------------------------------- |
| Positie                                | 13                                     | 16                                     | 10                                     | 6                                      | 5                                      | 6                                      | 16                                     | 13                                     | 16                                     | 24                                     | 42                                     | 45                                     | 44                                     | 51                                     | 74                                     | 69                                     | 84                                     | uit                                    |

### NPO Radio 2 Top 2000
| Nummer met noteringen in de NPO Radio 2 Top 2000 | '12 | '13  |
| ------------------------------------------------ | --- | ---- |
| Nergens zonder jou                               | 720 | 1318 |

1. ↑  Een vetgedrukt getal geeft de hoogste notering aan.
2. ↑  2012 was het eerste jaar met een notering voor dit nummer.
3. ↑  Deze tabel is bijgewerkt tot en met de laatste editie (2024).